# Arturo Salazar
Arturo Edmundo Salazar Valencia (Andacollo, Chile, 2 de diciembre de 1855-Santiago, Chile, 3 de abril de 1943) fue un reconocido científico, investigador, astrónomo, profesor de electrotecnia e innovador. Pionero en el desarrollo tecnológico de su país, en su papel de autodidacta exploró una gran variedad de campos de estudio. Además, fue el creador del primer telescopio óptico de Chile.

## Biografía
Hijo de Ramón Salazar Inostroza, un ingeniero militar, y Juana Valencia Ureta, nació en la región de Andacollo. En 1861, concibió y presentó un proyecto para la construcción de un gran dique o tajamar para el puerto de Valparaíso, que consideraba el dragado del estero de Viña del Mar.
Salazar perdió a su padre a los quince años de edad. Fue ayudante de física en el colegio de los Padres Franceses de Valparaíso y actuó como colaborador del francés Fidel Dilley, quien lo ayudó en sus primeros pasos como científico.
Entre 1883 y 1884 fue profesor de física en la Escuela Naval mientras trabajaba como gerente de la Compañía de Gas de Valparaíso.
Durante su estancia en la Escuela Naval colaboró con el profesor de química Carlos Newman Andonaegui en una serie de publicaciones de investigación científica sobre la calidad de vida en el país, centradas en el área sanitaria. Este trabajo le concedería aún más prestigio y renombre dentro y fuera del país.
Más allá de su campo de estudio, Salazar cultivó una variedad de intereses que lo acercaron a científicos y humanistas de todo el mundo, como es el caso del filósofo Herbert Spencer, el escritor Miguel de Unamuno y el filólogo Marcelino Menéndez y Pelayo. Trató temas tan diversos como la pena de muerte, la relación entre ciencia y religión, y la ortografía racional, la cual utilizó en su correspondencia privada y otras varias publicaciones.
En 1889 viajó a Europa en un intento de expandir su formación académica. En 1896, a los cuarenta años de edad, y ya reconocido como científico, maestro e intelectual, Salazar se trasladó a Santiago.
Salazar fue el impulsor del estudio de la electrotecnia en la Escuela de Ingeniería de la Universidad de Chile, donde ocupó la cátedra de Física Industrial y Electrotecnia durante 27 años (1898-1925). A lo largo de su carrera defendió el trabajo experimental, la importancia de los laboratorios y la investigación científica.

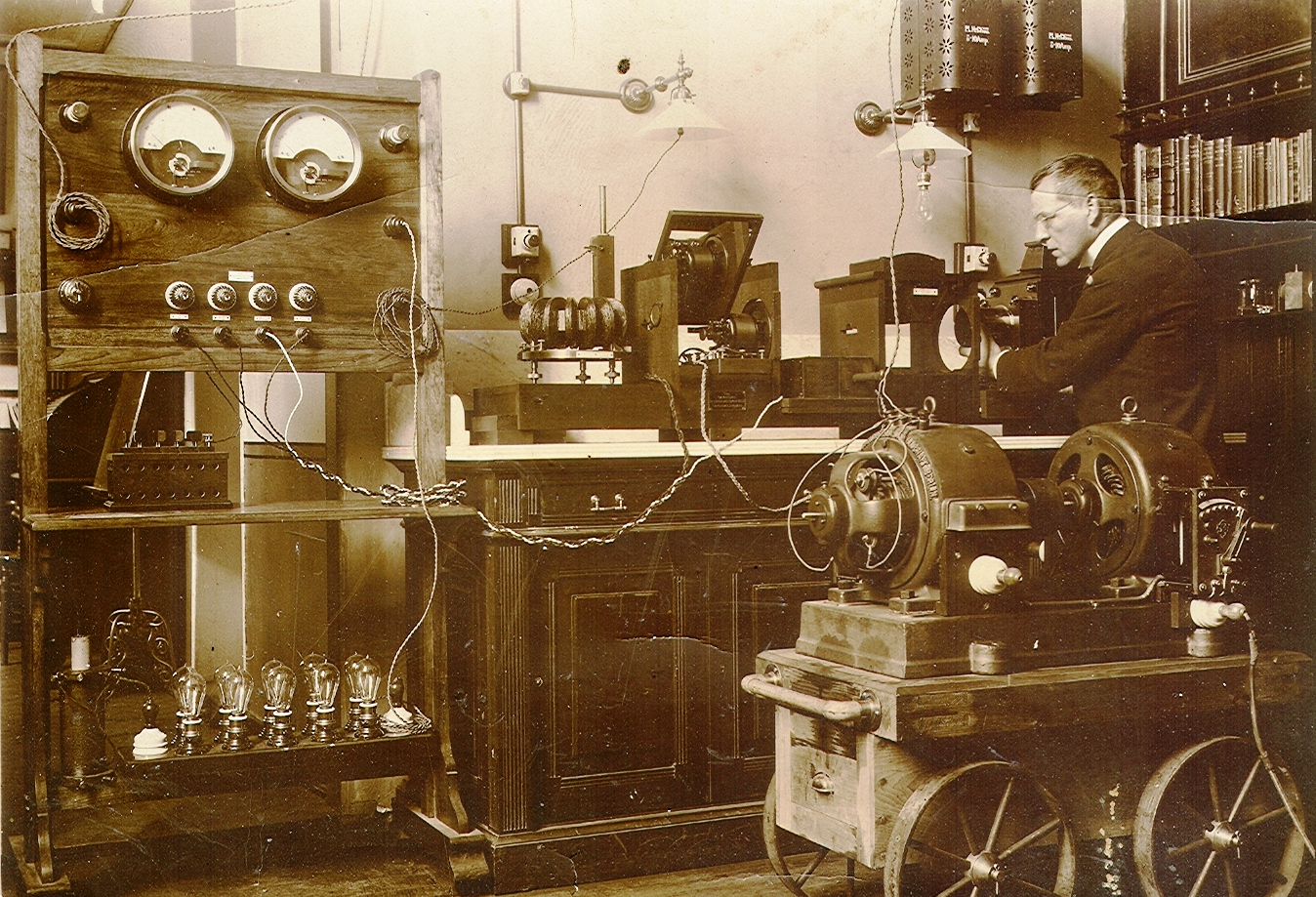
Salazar en el Laboratorio de Electrotecnia i Física Industrial

Uno de sus retratos se conserva en el salón de profesores de la Escuela de Ingeniería de la Universidad de Chile, Facultad de Ciencias Físicas y Matemáticas.

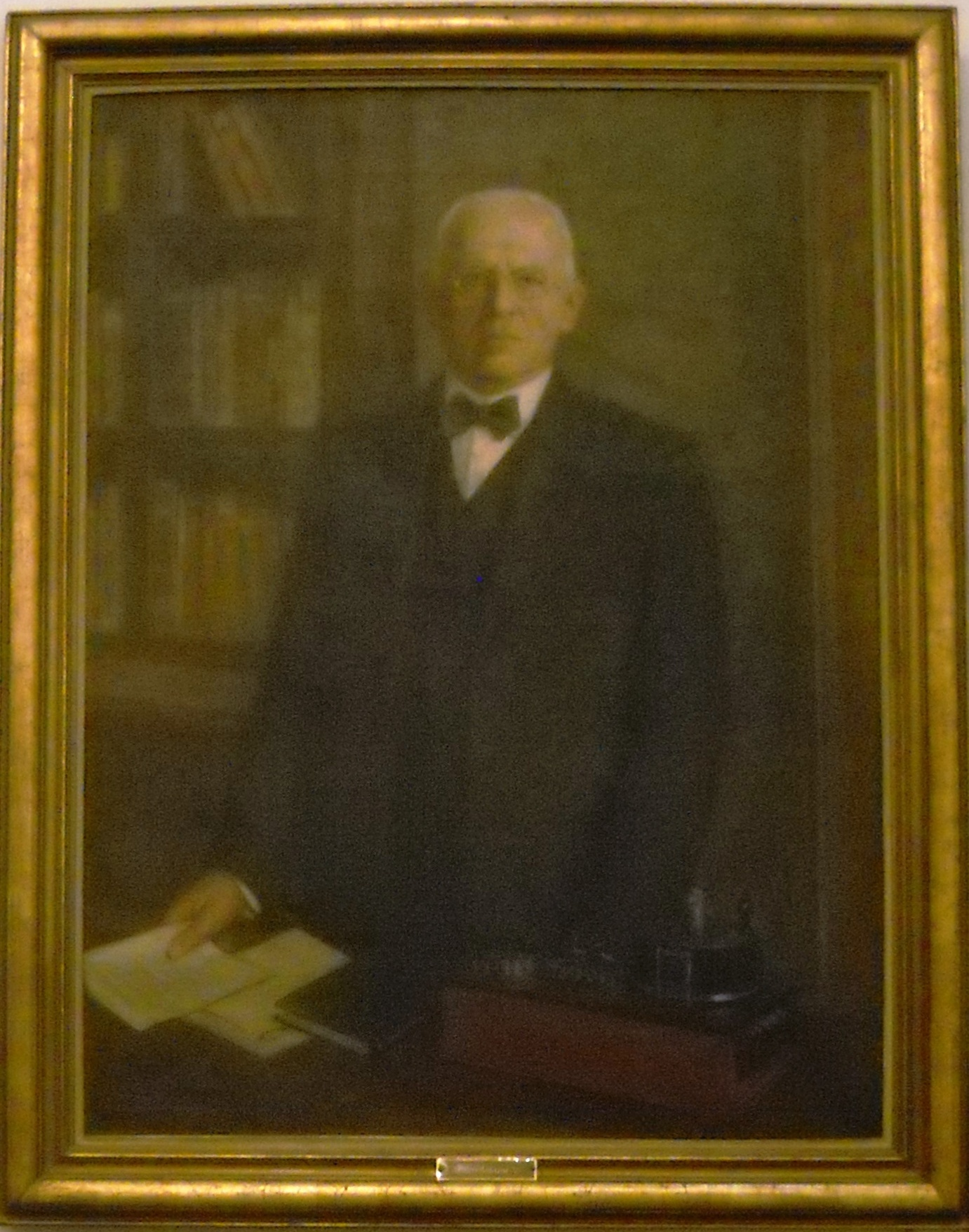
Retrato de A. E. Salazar en la Escuela de Ingeniería

Salazar fue un científico transversal: su interés en temas sobre la energía lo llevó a proponer un proyecto visionario para desarrollar una red eléctrica interconectada a lo largo de todo el país, aprovechando —sin necesidad de grandes represas— la gran cantidad de caídas de agua que ofrecía la cordillera. Su contibución continúa hasta el día de hoy. Como reconocimiento a su contribución al desarrollo hidroeléctrico nacional, la ENDESA (Empresa Nacional de Electricidad, S. A.) le dedicó un busto erigido en la central hidroeléctrica de Cipreses, en las cercanías de Talca, en 1955. En la dedicatoria se le reconoce como "Precursor de la electrificación del país".

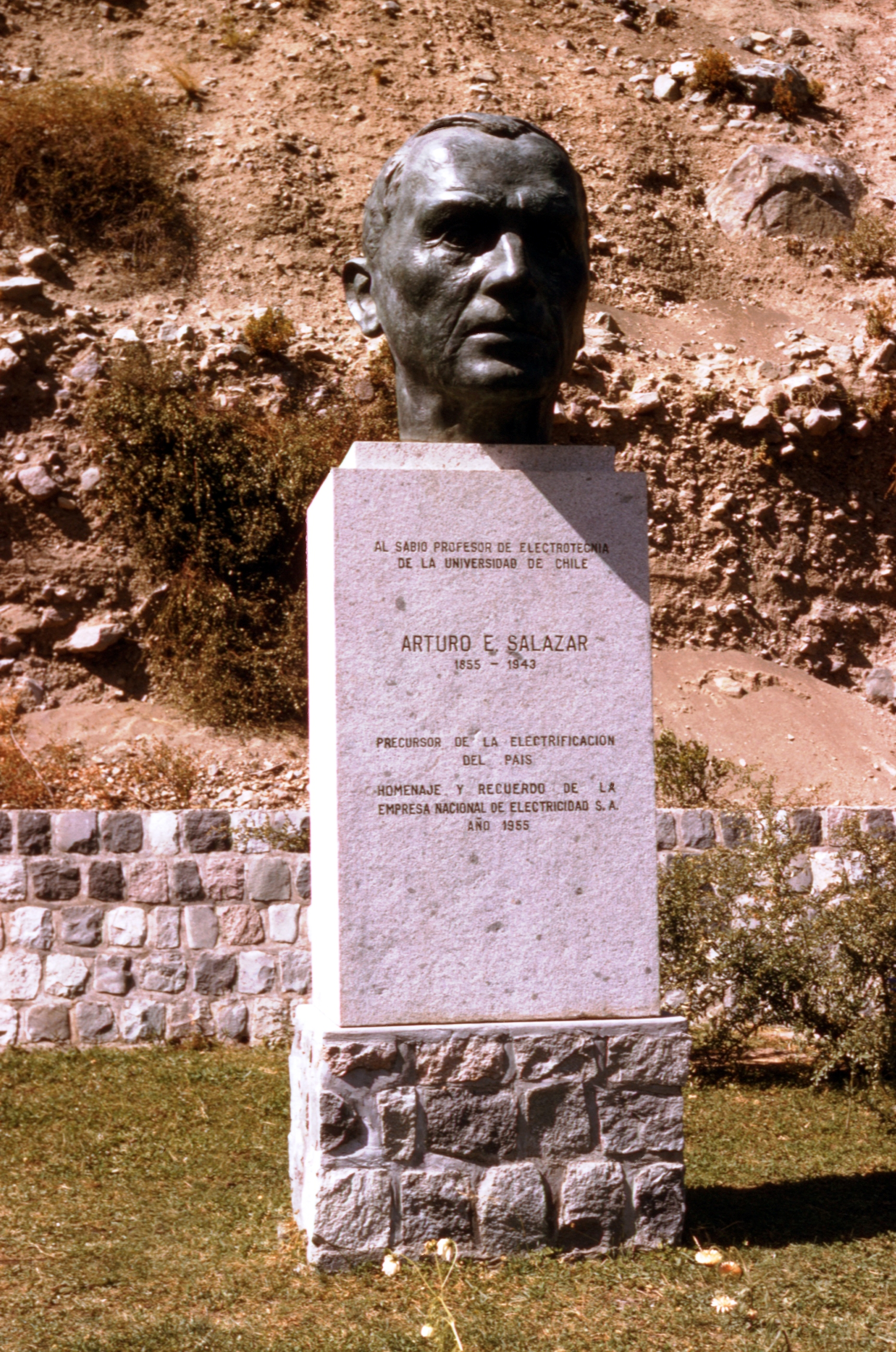
Busto en homenaje a Salazar en la Central Cipreses

Casado en 1902 con Hortensia Justiniano Maturana, de sus hijos le sobrevivieron: Hortensia (Kitty), Eugenio y Renato, estos últimos también especializados en ingeniería eléctrica. Tuvo tres hermanas, Clementina, Rosa Elvira y Fortunata, de las cuales sólo esta última le sobrevivió. Ya jubilado y dedicando sus días a su familia, con frecuentes paseos a su parcela en Las Hijuelas, Arturo Salazar falleció en Santiago el 3 de abril de 1943.

## Logros
Sus logros comenzaron a una temprana edad, dedicándose después de estudiar en los Padres Franceses de Valparaíso, a trabajar en la Agencia Havas de esa ciudad. Desde entonces continuó con sus estudios de manera autodidacta. Entre otras actividades, cuando vivía en esa ciudad, su viuda, Hortensia Justiniano, contaba la anécdota de que había sido contratado por la ciudad en una oportunidad para encargarse de organizar los fuegos artificiales para las celebraciones del año nuevo en el puerto.

### Teléfono y gramófono
A la edad de 15 años (1870), cuando se encontraba trabajando en la agencia de noticias, por primera vez en Chile, instaló un teléfono entre las oficinas de esa agencia y la Intendencia de Valparaíso. Luego, en 1878, al tener noticias del invento de Edison de un año antes, construyó la primera máquina parlante y grabadora (gramófono) que funcionó en Chile, con cilindros preparados y grabados por él mismo, con voces, cantos y ruidos de la naturaleza. Su vocación ya lo orientaba hacia la enseñanza y fue profesor de Física de la Escuela Naval desde 1883 hasta 1894, mientras ocupaba la gerencia de la Compañía de Gas de Valparaíso.

### Radiografía y colaboración con Zegers
En 1896, a los 40 años de edad, después de un viaje de estudio a Europa, Salazar se traslada a Santiago, invitado para colaborar con el profesor Luis Ladislao Zegers, que fuera el profesor titular de física industrial y electrotecnia de la Escuela de Ingeniería de la Universidad de Chile por aquellas épocas. Zegers y Salazar efectuaron los experimentos que condujeron al nacimiento de la radiología en Chile.
Habían pasado solo tres meses desde el 28 de diciembre de 1895, cuando Wilhelm Conrad Röntgen entregó una charla a la "Physikalisch-medicinischen Gesellschaft”, de Würzburg. Por encontrarse esa sociedad científica en vacaciones, esta conferencia, “Ueber eine neue art von stahlen” (Sobre una nueva forma de radiaciones), fue leída como una “comunicación preliminar” el 23 de enero de 1896.
A raíz de esta publicación, en el mes siguiente, es decir, febrero de 1896, los profesores Zegers y Salazar comenzaron a experimentar en Chile el uso de esta nueva técnica. El éxito se logró finalmente el 22 de marzo de 1896, al tomarse la primera radiografía no solo hecha en Chile, sino en toda Iberoamérica. Este logro fue anunciado y publicado el 27 de marzo en Actes de la Societé Scientifique du Chili (Actas de la Sociedad Científica de Chile), Tome VI (1896), una monografía de 46 renglones: “Experimentos sobre la producción de los rayos de Roentgen por medio de las lamparillas de candenia eléctricas”. Fue este el primer trabajo sobre los rayos X publicado en Latinoamérica. La publicación está escrita en lo que algunos denominaban “ortografía racional”, a la que se adhería Salazar. El trabajo muestra un esquema del circuito eléctrico empleado y además, una radiografía de cuatro dedos de la mano derecha de Zegers, tomada cinco días antes de la publicación. El tiempo de exposición de esta radiografía fue de 14 minutos.

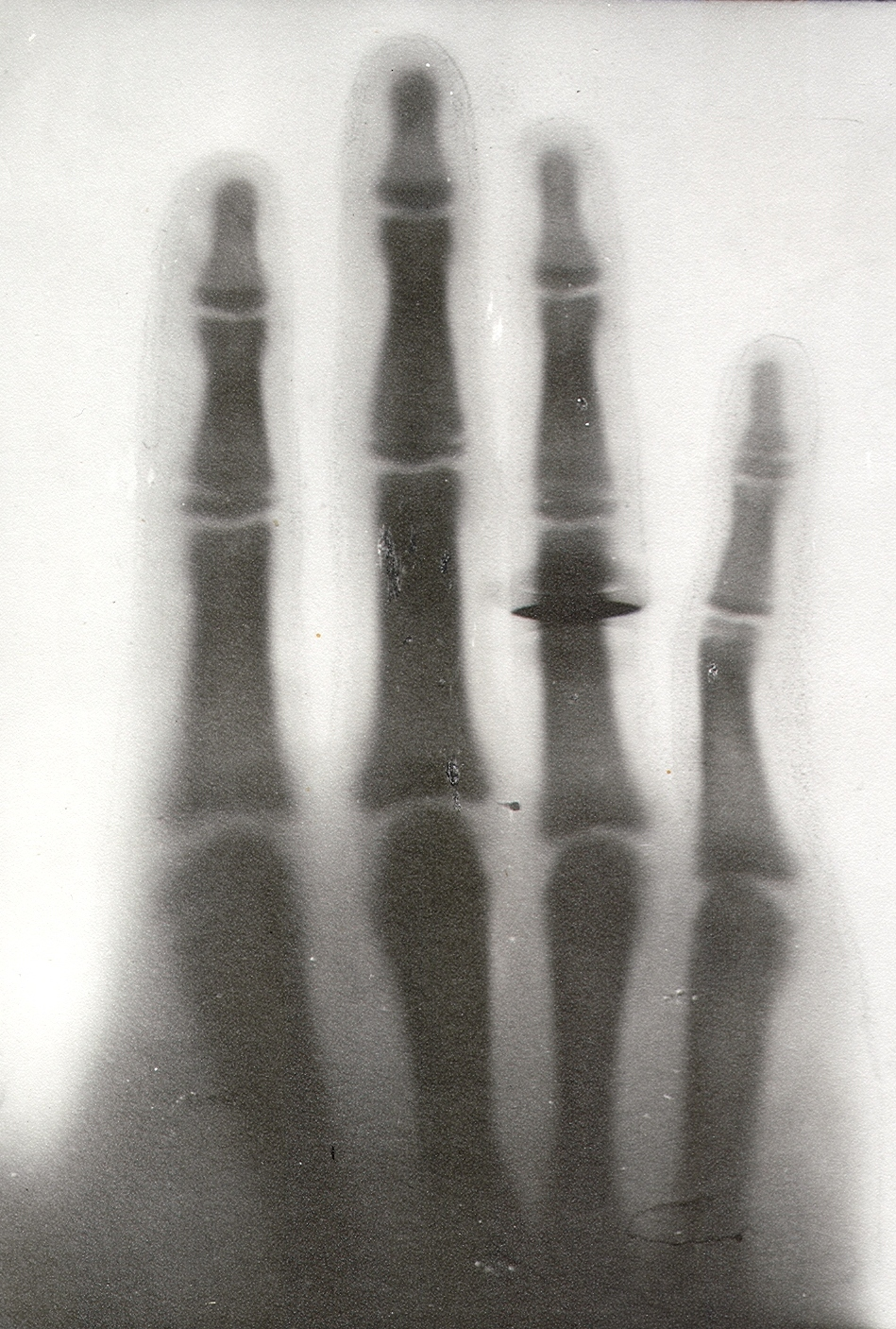
Radiografía de la mano de Zegers, 22 de marzo de 1896

Los experimentos para tomar las radiografías no les resultaron sencillos. Pasó un mes antes de que pudieran obtener las primeras radiografías. Trabajaban con una bobina de inducción, de chispas de suficiente longitud, que manejaban con un alternador operado a mano, un circuito de Tesla, y un tubo fabricado por Salazar. No había en ese entonces un solo tubo de Crookes en Chile, por lo que comenzaron a probar con ampolletas de alumbrado que tenían un vacío análogo a estos tubos, pero carecían de electrodos adecuados para el ánodo. Se trató de obtener con estas ampolletas un flujo catódico conveniente. Este flujo de partículas negativas que salían del filamento producía rayos X como consecuencia de su choque con un anticátodo improvisado al lado de afuera de la ampolleta.
Según explican los propios autores en su artículo, 

“Al rrezibirse akí, en febrero último, los primeros anunzios sobre el deskubrimiento de Röntgen, vimos ke no era posible rrepetir los esperimentos de este fisiko por no eksistir akaso en todo Chile un solo tubo de Crookes. Pero, rrekordando al mismo tiempo ziertas kualidades de las lámparas de kandenzia, jeneralmente llamadas de Edison, pensamos ke para la produkzion de los rrayos de Röntgen podría preszindirse kon éksito de los tubos de Crookes u otros análogos. Sabíamos ke el bazío de una lámpara kandente de buena kalidad, puede kompararse al de los tubos de Hittorf o de Crookes, i ke, además, el grado de bazío en dichas lámparas mejora sensiblemente despues de una iluminazion de 100 o mas oras. En kuanto a la falta de eléktrodos espeziales, únika difikultad ke en aparienzia eksistia, pensamos subsanarla empleando komo katodo el filamento, i komo anodo un disko o anillo de estaño pegado en el esterior de la lámpara”.[sic]

La descarga de miles de voltios aplicados a la ampolleta se obtenía con un carrete de inducción (bobina de Rühmkorff) conectada al primario, con un alternador movido a mano. El resultado fue satisfactorio; el vidrio resplandecía, con fluorescencia azul. Pasó cierto tiempo hasta que se dieron cuenta de que el color se debía al contenido de plomo en el vidrio. Probaron entonces con ampolletas de Edison, de vidrio sin plomo, de procedencia inglesa, con lo que obtuvieron fluorescencia verde claro. Sin embargo, a pesar de ello, las placas fotográficas muy bien envueltas y a distancia adecuada no se impresionaban. Eran demasiado viejas, por lo que al cambiarlas por placas frescas y de otra sensibilidad, estas se empezaron a impresionar con las imágenes radiológicas. Pudieron así obtener radiografías con cierta regularidad. Posteriormente llegaron de Europa los tubos adecuados para la toma de radiografías.
En la correspondencia inicial entre Salazar, Zegers y Newman, se refieren a estas imágenes como “ombrografías”.

### Radiocomunicaciones
Tradicionalmente, se celebra la primera transmisión radial efectuada en Chile, la que se realizó entre la sede de la Universidad Técnica del Estado y el hall de El Mercurio el 22 de agosto de 1922. El profesor Arturo Salazar, junto con su ayudante en la cátedra de Electrónica, Enrique Sazié, ambos grandes aficionados a la radiofonía, lograron este hecho en coordinación con los Batallones de Comunicaciones del Ejército. El profesor Salazar había instalado la transmisora en la Universidad, mientras Sazié, con elementos construidos personalmente para este propósito, instalaba la estación receptora en el hall de El Mercurio.
Sin embargo, en realidad la fecha inicial de las transmisiones radiotelefónicas a distancia fue el mes de octubre de 1920. La transmisión se debió a la iniciativa de los directores de las firmas Telefunken y Siemens-Schuckert, y se hizo en colaboración con el profesor don Arturo Salazar, el doctor José Ducci y el ingeniero don Julio Finger. Las pruebas se efectuaron entre la Universidad de Chile y la Escuela de Medicina, y se aprovecharon las antenas que poseían dichos edificios. Los ensayos se hicieron mediante un nuevo dispositivo para telefonía sin hilos puesto en uso en la primera guerra europea, y los resultados obtenidos se reputaron de irreprochables. La información gráfica que puede verse en el semanario Zig-Zag de la época, agrega el siguiente comentario: "Las transmisiones de viva voz que se efectuaron en la Universidad de Chile se oyeron con toda nitidez en la Escuela de Medicina, y aun hasta varios metros de distancia del aparato receptor. Se oyeron igualmente algunas piezas tocadas en gramófono y el disco con el discurso programa del presidente Electo don Arturo Alessandri". Por parte de las firmas Telefunken y Siemens-Schuckert, intervinieron los ingenieros señores Pablo Schafer y Alberto Sottorff, y en dicho acto estuvieron presentes el director de Telégrafos señor Cifuentes, el coronel don Ernesto Medina y el comandante del Batallón de Telégrafos, señor de la Cruz.
Las transmisiones, en agosto de 1922, tuvieron ya mayor resonancia por el grado artístico que se introdujo en ellas, lo que ha permitido considerarlas como el punto de partida de la actividad radiotelefónica nacional. En esa ocasión se recuerda que la transmisión partió con el himno de Yungay, luego Rafael Maluenda dijo su discurso de corte político-humorístico. “Fue gracioso para algunos ver los rostros y la ignorancia que exhibían muchos al ver los alambres de la antena”, recordaba Sazié.

### Impulsor de la electrificación del país
En Santiago, Salazar hizo sus estudios para dotar, a comienzos del siglo XX, a las calles de Santiago de alumbrado eléctrico en vez del existente a base de gas. Destacó las ventajas de una intercomunicación eléctrica que abarcara todo Chile. Propuso también que la energía eléctrica, se obtuviera sobre la base de las cascadas que existían en todo el país, o sea, impulsar producción hidroeléctrica.
Los logros y contribuciones hechas por Salazar lo hicieron meritorio de ser reconocido a nivel internacional y recibir mención en la publicación Who’s Who in Science – International en 1913.

## Colaboración con Carlos Newman Andonaegui
En las afueras de la ciudad de Quillota se encuentra una parcela que sirvió como punto de encuentro de un grupo de académicos e intelectuales a fines del siglo XIX, conforme a que, según Boldrini, y por varias razones, esa ciudad “era un foco importante de génesis y consumo de cultura”. Era la propiedad heredada de su madre de un santiaguino reubicado en esa zona, Carlos Newman Andonaegui. Al sitio le puso el nombre de “Finka Andonaegi”, nombre que conserva hasta el presente (el por qué se deletrea de esa manera se explica en el siguiente apartado). Newman y Salazar eran coetáneos que habían hecho sus estudios en los Padres Franceses de Valparaíso y en la década de los 1880 a 1890 terminaron siendo profesores colegas en la Escuela Naval, el uno de química y el otro de física. Desde esa época data la larga y estrecha amistad y colaboración que se desarrolló entre ambos científicos, quienes además de publicar una serie de estudios, extenderían sus investigaciones, más allá del mundo de las ciencias, en temas como la ortografía de la escritura, la pena de muerte, etc.

### “La ortografía racional”'
Con esa mirada consistentemente objetiva y científica, Salazar también se identificaba con un pequeño grupo de intelectuales y académicos que abogaban por simplificar las inconsistencias que aparecían en la ortografía de la lengua castellana, entre los más distinguidos de los cuales en Chile se encontraban Karlos Kabezón y Karlos Newman. Esta idea de enmienda de la escritura no se limitaba a aplicarla al castellano, ya que también se proponían reformas análogas en el inglés, el francés, y el alemán, entre otros idiomas. Varios de estos individuos se autodenominaban “neógrafos”.
Haciendo continuidad a las ideas de los académicos, Domingo Faustino Sarmiento y Andrés Bello, precursores de la reforma ortográfica del castellano en Hispanoamérica, lo que se proponía era lograr el ideal que se remontaba a la antigua y sencilla indicación de Nebrija (1492), “que cada letra tenga su distinto sonido; que cada sonido tenga su distinta letra”, lo que Kabezón denominó “la ortografía "racional” en su libro publicado en 1902.
Consistía esta idea esencialmente en simplificar la escritura del castellano, eliminando las varias redundancias, ambigüedades e inconsistencias que aparecen en ella. Por ejemplo, se preguntaban los “neógrafos”, ¿Por qué se usan la c, la qu y la k para representar el sonido “ka” (o sea, k [AFI – Alfabeto Fonético Internacional])? Además, la c es inconsistente, con dos pronunciaciones – s [AFI] o k [AFI] - dependiendo de la vocal que le sigue. Por lo tanto, deberían eliminarse las redundantes c y qu. ¿Por qué existen la y y la ll (ambas pronunciadas ʎ [AFI]), así como y e i (las dos suenan como i [AFI])? Elimínese, pues, la y. ¿Y para qué sirve la h, que nunca se pronuncia? Fuera también. Y así sucesivamente. Ergo, "Finca Andonaegui" se escribe "Finka Andonaegi".
En su correspondencia privada, así como en numerosas publicaciones suyas, tanto Newman como Salazar utilizaron esta convención ortográfica, como se podrá apreciar en varias de las citas que se hacen en este artículo, así como en la Bibliografía. Inclusive la esposa de Salazar escribía sus cartas conforme a esta práctica.

### Sanidad y calidad ambiental
En 1887 hubo en Chile una epidemia de cólera, con un saldo de 50.000 muertos. En el laboratorio de la Escuela Naval, junto con Carlos Newman, Salazar hizo un trabajo sobre bacteriología llamado “Notas sobre el espirilo del kólera asiátiko: Bacillus komma de Koch”, en el cual mostraron las primeras fotomicrografías tomadas en el país. En ese mismo año publicó un informe sobre las características de las aguas de los cerros de Valparaíso y también el resultado del examen clínico y bacteriológico de algunas aguas de Chile. Al profesor Salazar le interesaban los problemas sanitarios. Hizo un trabajo sobre el aire en los teatros Odeón y Victoria de Valparaíso y en el Teatro Municipal de Santiago. Se trataba de un estudio sobre el grado de enrarecimiento del aire que se producía en estos locales por el uso de gas para alumbrado. Esta publicación fue hecha en italiano. Sus trabajos sobre las aguas en Chile fueron publicados en Londres. En 1895 escribió un artículo sobre “el anhídrido de carbónico en algunos locales cerrados y habitados”, y otro “sobre el aire en las prisiones de Valparaíso”. Hizo además un estudio sobre la calidad del hielo para consumo de la población. En vista de su multiplicidad y diversidad de intereses, así como sus ideas originales, modernas y heterodoxas, el profesor Arturo Salazar Valencia era conocido por algunos de sus coetáneos como “el loco Salazar”.

### Contactos internacionales
Tanto Newman como Salazar se esforzaron en mantenerse al tanto de los últimos avances científicos y culturales a nivel internacional y cultivar contactos con los máximos exponentes de estos. En una ocasión fue convidado a reunirse con ellos en la “Finka Andonaegui”, el célebre físico norteamericano, Albert Abraham Michelson, mejor conocido gracias al novedoso experimento que realizó en colaboración con su colega Edward Williams Morley, usando la interferometría para establecer conclusivamente que la velocidad de la luz es constante, independientemente del movimiento de la tierra, con lo cual se comprobó que existían serios problemas con la teoría de la existencia el éter como el medio necesario para la propagación de la luz, una teoría que se remontaba a las postulaciones defendidas por Christian Huygens y otros para explicar la teoría ondulatoria de la luz.

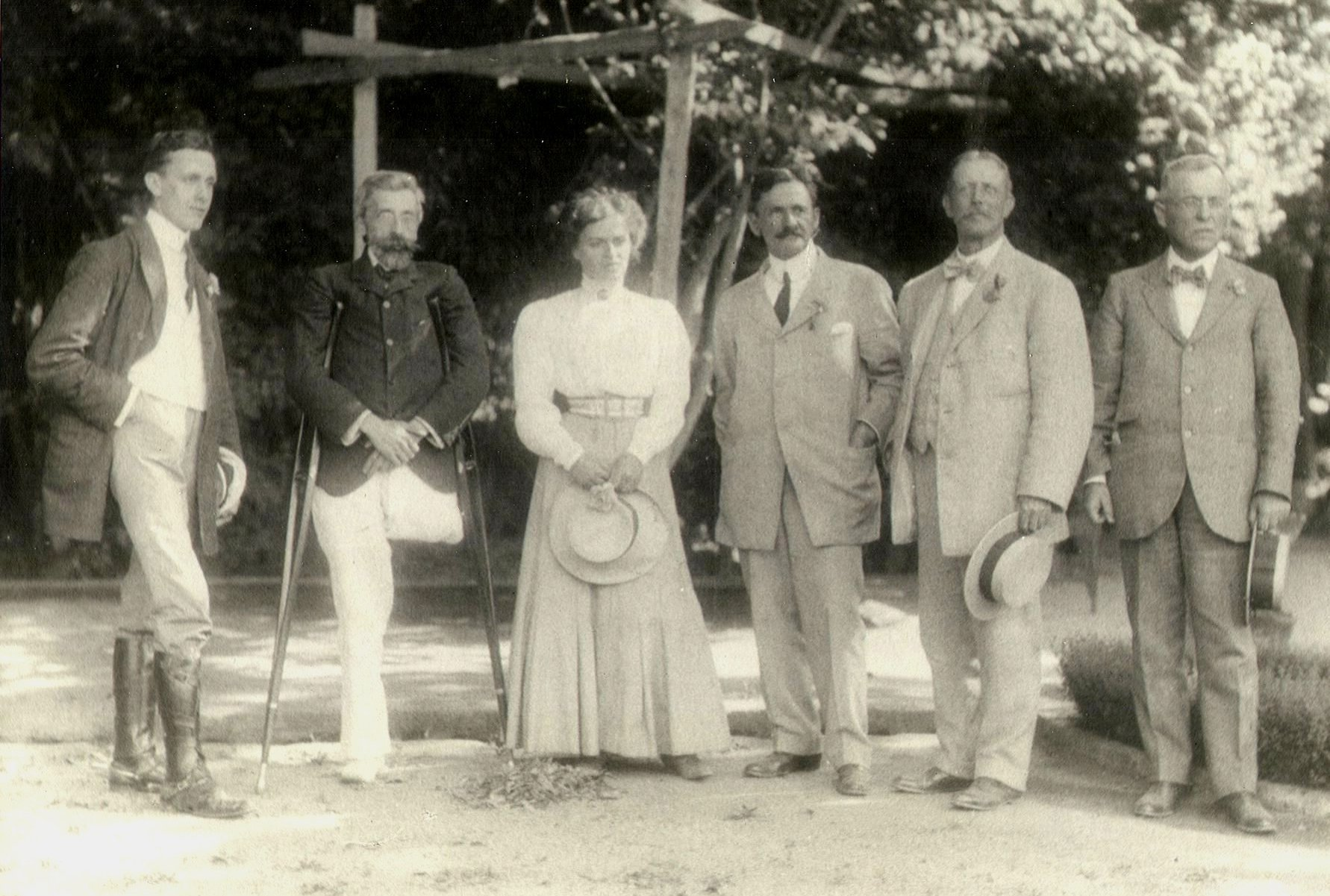
Quillota, c. 1909: M. Blumer, C. Newman, Paulina de Newman, A. A. Michelson, Prof. Simpson, A. E. Salazar

## Visión de la pedagogía de las ciencias duras
En materia de la enseñanza de las ciencias, en particular las ciencias prácticas o “duras”, como la ingeniería y la electrotecnia, Salazar como profesor universitario autodidacta, fue siempre un crítico mordaz de las metodologías empleadas en su época en instituciones de enseñanza secundaria y superior en Chile.
Su crítica se concentraba en algunos puntos fundamentales:
1. La mentalidad cerrada y rígida que se encuentra en las instituciones de enseñanza superior, como lo comenta en su informe de 1908 sobre la conferencia internacional de unidades eléctricas:

“La hostilidad de algunos, el misoneísmo de muchos, la apatía, indiferencia o indecisión del mayor número respecto a la necesidad de modificar el carácter de la enseñanza experimental en el sentido que he indicado, no es sino una manifestación particular de un fenómeno más general: la infiltración profunda del espíritu de escolasticismo que, junto con otros principios fatales al desenvolvimiento mental y social de la raza y con exclusión absoluta de la nueva filosofía, nos legaron nuestros progenitores.

Nada tiene que ver dicha manifestación con la capacidad o la incapacidad de los individuos; nada, tampoco, con las denominaciones corrientes de liberal y conservador, progresista y retrógrado, hereje y ortodoxo, meros vocablos muchas veces, que sirven para cubrir las tendencias individuales respectivamente opuestas.

Liberal es la Universidad de Chile y ortodoxa la Católica, y ninguna tiene la menor importancia consideradas desde el mismo punto de vista. No es que les falten hombres capaces, sino que la naturaleza del medio parece enervar en ellos el poder de concentración mental que exigen las investigaciones científicas y estimular otras dotes de carácter más superficial. Nadie podría negar que, tal como nuestras dos universidades están constituidas, se limitan en sus funciones a producir titulados en las diversas facultades, según un sistema de pruebas anuales que se presta a las más justificadas críticas. Por otra parte, podría reprochársenos con justicia desde el extranjero que ese abundoso prodigar de las palabras «ciencia» y «científico» en programas y discursos, en recepciones académicas y otros actos universitarios, cuando no corresponde a una producción intelectual más o menos vigorosa con caracteres de originalidad, no es ciencia sino «snobismo científico»”.(págs. 848-849)

2. Falta de trabajo práctico realizado por los alumnos en sus clases de ciencias.
En su folleto de funciones trigonométricas dice:

“El método experimental i heurístico, ke se resume en la fórmula: «habituar al alumno a pensar por sí mismo» constituye, de akuerdo kon la moderna sicología, la base racional de toda enseñanza, mayormente de la enseñanza científica. Nada de komun existe entre ese método —el mismo ke me esfuerzo en mantener desde la fundación de este Laboratorio— i los llamados “ejercicios” o “trabajos prácticos” que, a guisa de complemento del método oral o nemónico prevaleciente, figuran en los planes de estudio de los cursos de ingeniería de esta Universidad. Aquí, al igual que en otros países —particularmente en Francia, que ha sido nuestro principal modelo en materia de instrucción secundaria i superior— se tiene por principio indiscutible que “lo abstracto debe preceder a lo konkreto”, “la teoría a los hechos”, “lo inconsciente a lo konziente”. De aí esa especie de veneración por la enseñanza deductiva o a priori; de ahí la suprema importancia atribuida a planes de estudios i programas i la escasísima o ninguna al método; de ahí el absurdo sistema vigente en exámenes de memoria, que nada prueban, de no ser la pertinacia de ciertas aberraciones”.

En el capítulo “Mirada retrospectiva” del informe sobre el congreso científico de 1916:

“En todas las universidades [de los Estados Unidos] con curso de ingeniería, han puesto el mayor cuidado en montar i organizar debidamente los laboratorios de física i los especiales de elektroteknia, a fin de que los estudiantes no basen sus conocimientos meramente en explicaciones orales o demostraciones de pizarra. A todo kurso oral está asociada una clase de laboratorio i se exige de cada alumno la más seria i cuidadosa atención a los trabajos experimentales... Muy poco provecho se saca de los estudios técnicos si a las disertaciones del profesor no se asocia constantemente el trabajo experimental del propio alumno, científicamente realizado. Esta verdad, a la cual no se presta todavía en Chile, por lo menos en la práctica, la importancia que merece es, a mayor abundamiento, desdeñada por más de un encargado de la enseñanza”. (pág. 15)

3. El enfoque demasiado estrecho en los planes de aprendizaje de futuros técnicos e ingenieros, como lo comenta en el capítulo 4 del informe de 1916:

“Parece ser que la única función de esos establecimientos de enseñanza fuera la de impartir conocimientos, dejando a la gran escuela de la vida hacer el resto, o con más precisión, lo esencial”. (pág. 47)

Esto lo contrasta en el capítulo “En 1916. Educación antes que instrucción”:

“Se trata de deficiencia antes no sentida o escasamente notada, por el lado de la cultura jeneral i deficiencia que pudiéramos llamarle de índole sicológica, por referirse a cualidades de karakter, que amengua la capacidad del ingeniero, por ejemplo, en una de sus funciones más importantes, kual es la función integradora o habilidad de organización. Porque se dize ingeniero en la más adecuada acepción del vocablo es el individuo competente en la naturaleza, la “energía” del físico, para el mejor uso i provecho del hombre. Este implika fuerte participación en la direkzion de los negocios humanos, tanto mayor cuanto más se desenvuelve por el trabajo la riqueza de los países. Por lo tanto, entre las características que concurren a la formación de un buen ingeniero no se puede prescindir de muchas que no dependen absolutamente de los conocimientos científicos o técnicos adquiridos por el individuo, por profundos que ellos sean”. (pág. 25)

“Lo que se intenta en estos cuatro años [en las escuelas técnicas de los Estados Unidos] es dar al ingeniero en proyecto, razonable suma de cultura general, como ser inglés i otra lengua moderna, filosofía, economía, política i tanta zienzia i tantos conocimientos profesionales kuanto el tiempo disponible lo permita”. (pág. 27)

### Aportaciones
- Miguel Laborde Duronea, Pioneros del desarrollo – Ciencia, tecnología, industria en Chile, Santiago, (1987), págs. 66-73.

- Reinaldo Harnecker, "Elogio a los profesores Diego A. Torres y Arturo Salazar", Apartado del No 8-9 de los Anales de la Facultad de Matemáticas de la Universidad de Chile (1952).

- Anales del Instituto de Ingenieros de Chile, Año LVI, No 7-8, Julio-agosto de 1943.

- Tomás F. Strauszer, Comienzos de la radiología en Chile, Santiago, (1994).

- Zegers, L. y Salazar, A. E., "Esperimentos Sobre la produkzion de los rrayos de Roentgen por medio de las lamparillas de kadenzia eléctricas", Actes de la Societé Scientifique du Chili (Actas de la Sociedad Científica de Chile), Tome VI (1896).

- Diario de sesiones del Senado, Sesión 43a, en martes 4 de septiembre de 1962.

- “Conmemoran hoy – Primera Emisión Radial Chilena”, El Mercurio, martes 21 de agosto de 1979.

- H. H. Stephenson, ed., Who’s Who in Science – International, London, (1912).

- Gustavo Boldrini, Quillota – Una relación personal, Viña del Mar, (1988).

- Karlos Kabezón, Neógrafos contemporáneos – Tentatiba bibliográfika, Santiago, (1896).

- Karlos Kabezón, La ortografía irracional, Killota, (1902).

### Publicaciones de Salazar
- A. E. Salazar, Karta al señor presidente de la Societé Scientifique du Chili, sobre Ortografía Rrazional, Santiago, (1894).

- — Kálkulos sobre las kañerías de agua – Ensayos de unifikazion de las Fórmulas Usuales i de simplifikazion de los kálkulos basados en la Nozion de Zirkuito Idráuliko, Santiago, (1898).

- — Trasmision Eléktrika de Potenzia a Largas Distanzias, Santiago, (1899).

- — Informe sobre la Konferenzia Internazional de Unidades Eléktrikas, Santiago, (1908) (“Primer informe presentado al Ministro de Instrucción Pública por el profesor de Electrotecnia i Física Industrial de la Universidad de Chile, sobre la comisión que le fue encomendada en agosto de 1907, para los fines que se espresan”, publicado en los Anales de la Universidad de Chile, tomo 212, ene.-jun., Santiago, 1908, pág. 813-857).

- — “Logaritmos, antilogaritmos, senos, kosenos, tanjentes” [folleto], Unibersidad de Chile, Laboratorio de Elektroteknia i Físika Industrial, (1911).

- — Las Funziones Iperbólikas i su aplikazion a Problemas de Injeniería Eléktrika, Killota, (1913).

- — El Kálkulo Esakto de las Líneas de Trasmision kon admitanzia Dieléktrika rrepartida i el Método Iperbóliko Komplejo, Washington, (1916).

- — Informaziones sobre la Sekzion 5a, Subsekzion 3, del Segundo Kongreso Zientífico Panamerikano, Killota, Franzisko Enrríkez, (1916).

- — Estudio sobre el costo de Producción y Distribución de la Energía por Grandes Centrales Térmicas o Hidroeléctricas, Santiago, (1924).

- — Los Magistrales de Fuerza Electromotriz y el Culombmetro de Plata Reproducible, Santiago, (1928).

- — Preliminary Investigation on Cadmium Iodide and Zinc Iodide Cells, Santiago, (1933).

- — Estudio Experimental sobre la Reproductibilidad y Constancia de la Pila Normal de Weston, Universidad de Chile, Santiago, (1934).

- A. E. Salazar y K. Newman, Informe sobre las aguas de algunos zerros de Balparaíso, Balparaíso, (1887).

- — Rresultado del eksámen kimiko i bakteriolójiko de algunas aguas de Chile, 1886-87. Un kuadro en folio.

- — Nota sobre el espirilo del kólera asiátiko (Bacillus komma de Koch), Balparaíso, (1888).

- — Eksamen kímiko i bakteriolójiko de las aguas potables, Londres, (1890).

- — El ielo que se consume en Balparaíso, Santiago, (1893).

- — Informe sobre el agua de la Kebrada Berde, Santiago, (1893).

- — Notas sobre la inestabilidad del ázido oksáliko disuelto en agua, Santiago, (1893).

- — El aire en algunas prisiones de Balparaíso, Santiago, (1893).

- — La Oksidazion del H2S disuelto en agua, Santiago, (1893).

- — El aire en los teatros Odeon, Biktoria (Balparaíso) i Munizipal (Santiago), i en algunos lokales zerrados i abitados, Santiago, (1894).

- — Estudios ijiénikos del aire, Santiago, (1895).

- — Kosto komparatibo en Chile del gas i de la elektrizidad como sistemas de distribuzion de enerjía, Santiago, (1896).

- — Proyekto de Lei sobre medidas nazionales, Balparaiso, (1914).

- L. Zegers y A. E. Salazar, "Esperimentos sobre la produkzion de los rrayos de Roentgen por medio de las lamparillas de kadenzia eléctricas", Actes de la Societé Scientifique du Chili (Actas de la Sociedad Científica de Chile), Tome VI (1896), pp. 21-23.